# Андреас Баадер
Бе́рндт Андре́ас Баа́дер (нім. Berndt Andreas Baader; нар. 6 травня 1943, Мюнхен, Німецька імперія — пом. 18 жовтня 1977, в'язниця Штаммгайм, Штутгарт, Федеративна Республіка Німеччина) — західнонімецький терорист, один із співзасновників і лідерів ліворадикальної терористичної організації «Фракція Червоної Армії» (RAF).

## Життєпис

### Раннє життя
Народився 6 травня 1943 року у Мюнхені в сім'ї історика та архівіста Берндта Філіпа Баадера та Аннелізе Герміне, уродженою Крьохер. Будучи єдиною дитиною у сім'ї, виховувався матір'ю, тіткою та бабусею, оскільки Філіп Баадер, що служив у Вермахті, потрапив у радянський полон на східному фронті у 1945 році і додому не повернувся.
До вступу до «Фракції Червоної Армії» (нім. Rote Armee Fraktion — RAF) кинув школу і був одним з небагатьох членів організації, що ніколи не навчався в університеті. 
Брав участь у заворушеннях у Швабінгу. За словами його матері, з дій поліції він зробив висновок, що в державі «щось не так». Журналіст Буц Петерс пізніше заявляв, що події мюнхенського літа 1962 року були «шокуючим досвідом для дев'ятнадцятирічного юнака». Наступного ж року переїхав до Західного Берліна, нібито для здобуття художньої освіти, де певний час працював будівельником і без успіху — журналістом таблоїдів. 

### Західний Берлін
Хоча Баадер буцімто працював у бульварній газеті, кілька репортерів не змогли підтвердити його роботу у видавництві Шпрінгера. Баадер культивував бісексуальну ауру, відвідував гей-клуби і приблизно у 1965 році позував напівоголеним відомому фотографу Герберту Тобіасу. Він також мав успіх у жінок, хоча часто ставився до них без належної поваги. Художниця Еллінор Мішель, з якою він свого часу жив на берлінській віллі разом з її чоловіком, художником Манфредом Хенкелем, описувала його як агресивну і провокаційну людину. У 1965 році вона народила від нього доньку, яку через байдужість Баадера виховував Хенкель.
У 1967 році Баадер вступив у контакт зі студентським рухом і позапарламентською опозицією. Хоча він був знайомий із членами «Комуни 1», прокомуністичною студентською комуною, в цих колах він залишався аутсайдером — частково через свій стиль одягу і коротку стрижку, частково через те, що не міг підтримувати інтелектуальні дискусії. У цей період у нього зав'язався роман із Гудрун Енслін, яка була на три роки старша за нього. Не маючи жодного ідеологічного підґрунтя, він перейняв від неї марксистський світогляд.

### Терористична діяльність

#### Підпали універмагів
Після того, як у травні 1967 року внаслідок пожежі в брюссельському універмазі загинули 323 людини, «Комуна 1» у кількох листівках оголосила цю трагедію антиімперіалістичним сигналом і запитувала: «Коли ж будуть горіти універмаги у Берліні?» Тоді Баадер та Енслін вирішили не обмежуватися словесними провокаціями та підпалити універмаг у Німеччині.
2 квітня 1968 року Баадер разом з Гудрун Енслін і ще двома спільниками встановили запалювальні пристрої у двох універмагах у Франкфурті. Внаслідок підпалів завдано збитків майже на 675 тисяч німецьких марок, при цьому ніхто не постраждав. Згодом заарештовані, вони назвали причиною злочину протест проти «байдужості громадськості до геноциду у В'єтнамі».
31 жовтня 1968 року Баадер і його спільники були засуджені до трьох років тюремного ув'язнення кожен, але в червні 1969 року звільнені до розгляду апеляції. 4 лютого 1970 року прохання про помилування відхилили, і в листопаді Баадер разом з Енслін втекли. Вивезені симпатиками, Баадер і Енслін здійснили подорож лівими громадами Франції, Швейцарії та Італії, а потім з ініціативи їхнього адвоката Горста Малера в лютому 1970 року таємно повернулися в Західну Німеччину, де переховувалися на квартирі в журналістки Ульріки Майнгоф.
4 квітня 1970 року Баадер був затриманий в Берліні за перевищення швидкості дорогою на зустріч із торговцем зброєю, підлаштовану агентом Федерального управління із захисту конституції Петером Урбахом. Він пред'явив фальшиві водійські права на ім'я письменника Петера Хотєвіца, але все одно був заарештований, оскільки не зміг відповісти на особисті запитання про імена на вік дітей Хотєвіца.
Вже наступного місяця Баадер знову здійснив втечу за планом, розробленим Енслін. Разом із журналісткою Ульріке Майнгоф і адвокатом Баадера, вони уклали фальшиву «книжкову угоду». Майнгоф заявила, що збирається писати разом із Баадером книжку «Організація маргінальної молоді» і попросила про зустріч з Баадером. За кілька тижнів, у травні 1970 року, йому дозволили зустрітися з нею в бібліотеці Берлінського центрального інституту за межами в'язниці — без наручників, але у супроводі двої озброєних охоронців. Під час зустрічі до бібліотеки увійшли інші члени RAF — Ірен Гергенс та Інгрід Шуберт, що мали при собі валізи зі зброєю. Потрапивши до бібліотеки, вони відкрили двері для третього терориста, озброєного пістолетом чоловіка в масці, і відкрили вогонь, внаслідок якого важко поранили 64-річного бібліотекаря. Баадер, нападник у масці та жінки, включно з Ульрікою Майнгоф, втекли через вікно.
Звільнення Баадера поклало початок активній діяльності «Фракції Червоної Армії», названої в пресі «групою Баадера-Майнхоф». 

#### Фракція Червоної Армії
Після звільнення Баадер і близько 20 членів RAF здійснили поїздку до Йорданії, де проходили підготовку в тренувальному таборі організації Руху за національне визволення Палестини. Баадеру вдалося утвердитися як лідеру групи, принижуючи інших учасників або вголос розмірковуючи про їхню ліквідацію. Через таку поведінку та відмову вдягнути бойову уніформу (навіть на військових навчаннях Баадер носив модні оксамитові штани) він вступив у конфлікт із палестинськими бойовиками, які зрештою попросили його покинути табір.
У 1972 році Баадер був причетний до чотирьох із п'яти терактів із використанням вибухівки, які члени RAF назвали «травневим наступом», а також до цілої серії крадіжок зі зломом, пограбувань банків і викрадень транспортних засобів у різних містах Західної Німеччини. Пізніше його засудили за безпосередню участь у підриві штабу 5-го корпусу збройних сил США у Франкфурті 11 травня 1972 року, а також серії вибухів в поліцейських установах в Аугсбурзі та Мюнхені. 15 травня того ж року внаслідок вибуху важко поранено дружину судді Федерального суду Вольфганга Будденберга, що сіла в його автомобіль, а 24 травня стався вибух у штабі 7-ї армії США в Гайдельберзі. Внаслідок терактів чотирьох людей було вбито і понад 70 поранено.
Після терактів, скоєних навесні 1972 року, у Західній Німеччині Баадер став у одним із найбільш розшукуваних терористів. Врешті-решт, його заарештували разом із членами RAF Яном-Карлом Распе і Гольгером Майнсом 1 червня 1972 року у Франкфурті після двогодинної перестрілки, під час якої він дістав поранення в стегно.

### Ув'язнення
17 січня 1973 року 40 членів RAF, які перебували під вартою, почали місячне колективне голодування. Андреас Баадер виступив оголошенням про голодування на кримінальному процесі проти Горста Малера в Західному Берліні, на який його запросили як свідка. Керівні члени RAF неодноразово використовували кримінальні процеси як публічний майданчик для контактів із громадськістю. У своїй заяві група вимагала «скасування ізоляції як тортур для політичних ув'язнених у ФРН» і переведення Ульріки Майнгоф із «мертвого тракту» в'язниці Кельн-Оссендорф. Адвокати скаржилися на форми тортур щодо затриманих. Ув'язнені вимагали поліпшення умов утримання у в'язницях, зокрема покращення можливостей спілкування із зовнішнім світом і доступу до незалежних лікарів, що отримало свою підтримку серед різних ліворадикальних організацій Німеччини.
У квітні 1974 року Баадер та інші члени RAF були переведені в спеціально підготовлену для них в'язницю Штаммгайм у Штутгарті. Влітку 1974 року керівництво організації оголосило третє голодування. Ульріка Майнгоф звернулася з листом до французького філософа-екзистенціаліста Жана-Поля Сартра і попросила його провести інтерв'ю з її соратником Баадером.
4 грудня 1974 року Сартр відвідав Баадера у в'язниці. Після розмови він залишив по собі негативний відгук про Баадера, а той в свою чергу різко засудив Жан-Поля Сартра. На пресконференції Сартр дистанціювався від RAF, назвавши її «шкідливою для лівих», але висловив солідарність з ув'язненими. Він розкритикував утримання Баадера і його соратників в одиночній камері, зазначивши, що «це не тортури, як у нацистів, але інший вид тортур — тортури, які повинні викликати психологічні розлади».
28 квітня 1977 року Баадер був засуджений до довічного ув'язнення за чотирма пунктами обвинувачення в убивстві та 54 пунктами обвинувачення в замаху на вбивство.

### Смерть
Друге покоління RAF намагалося звільнити членів своєї організації шляхом терактів. Так, у 1975 році в Стокгольмі члени RAF захопили заручників у посольстві Німеччини. У 1977 році терористи викрали і згодом вбили президента Федерального союзу асоціацій роботодавців Німеччини Ганса-Мартіна Шлеєра, а також захопили пасажирський літак «Ландсхут». Цими діями RAF намагалася змусити керівництво країни звільнити Баадера та інших терористів, однак федеральний уряд під керівництвом Гельмута Шмідта не пішов на поступки.
В ніч проти 18 жовтня 1977 року в аеропорту Могадішо західнонімецький спецпідрозділ GSG 9 штурмував захоплений терористами літак і звільнив усіх заручників. Дізнавшись про це, Баадер, Ян-Карл Распе і Гудрун Енслін тієї ж ночі наклали на себе руки у своїх камерах. Вранці Баадер був знайдений застреленим у своїй камері в крилі суворого режиму в'язниці. Під час розслідування з'ясувалося, що зброю проніс до в'язниці адвокат RAF Арндт Мюллер у схованках, зроблених у папках-швидкозшивачах із документами процесу. Впродовж кількох тижнів Баадер ховав пістолет калібру 7,65 мм угорського виробника FÉG в своїй камері, як правило у програвачі. Припущення про зовнішній вплив або навіть про ліквідацію Баадера на замовлення держави вже давно вважаються спростованими і класифікуються як теорія змови.
Незважаючи на протести, обербургомістр Штутгарта Манфред Роммель розпорядився поховати Баадера, Енслін і Распе у спільній могилі на кладовищі Дорнхальден. Панахида відбулася 27 жовтня 1977 року. Дерев'яні труни привезли на цвинтар лише незадовго до поховання, при цьому нікому не сказавши, в якій труні чиє тіло.

## В культурі
- «Штаммгайм — банда Баадера-Майнхоф на суді» (1986) — фільм режисера Райнхарда Гауфа з Ульріхом Тукуром у ролі Андреаса Баадера, знятий за книгою Штефана Ауста. Фільм отримав «Золотого ведмедя» на Берлінському кінофестивалі 1986 року.
- «Смертельна гра» (1997) — телевізійна документальна драма Генріха Брелоєра з Себастьяном Кохом у ролі Андреаса Баадера. Фільм розповідає про викрадення і вбивство президента Федерального союзу асоціацій роботодавців Німеччини Ганса-Мартіна Шлейєра.
- «Баадер» (2002) — фільм режисера Крістофера Рота з Франком Ґірінґом у головній ролі. Фільм охоплює період життя Андреаса Баадера між 1967 і 1972 роками.
- «Комплекс Баадера-Майнгоф» (2008) — фільм режисера Улі Еделя, в якому Баадера зіграв Моріц Блябтреу. Фільм був номінований на премію «Оскар» за найкращий фільм іноземною мовою 2009 року.